# Chun Ho-jin
Chun Ho-jin (Hangul: 천호진, Hanja: 千虎珍, RR: Cheon Ho-jin) es un veterano actor surcoreano.

## Biografía
Es hijo de Chun Gyu-deok (quien formó parte de la primera generación de luchadores profesionales del país). Su padre falleció el 2 de junio de 2020 a los 88 años a causa de una enfermedad.
Estudió química en la Universidad Inha (인하대학교) en Corea del Sur.
Desde 1986 Chun Ho-jin está casado.

## Carrera
Es miembro de la agencia J,Wide-Company (제이와이드 컴퍼니).
En enero de 2005 se unió al elenco recurrente de la serie 3 Leaf Clover donde interpretó a Park Keun-ho, el padre de Park Yeon-hee (Kim Jung-hwa).
En enero de 2007 se unió al elenco recurrente de la serie Prince Hours, donde dio vida al Gran Príncipe Lee Gyeom (Hyojang Daegong), el padre del Príncipe Lee Joon (Kang Doo).
En 2010 participó en el reparto de la comedia romántica Finding Mr. Destiny, con el papel del coronel Seo, padre de la protagonista, interpretada por Im Soo-jung.
En mayo de 2011 se unió al elenco principal de la serie City Hunter, donde interpretó al idealista Choi Eung-chan, el actual presidente de Corea del Sur y uno de los cinco hombre sinvolucrados en la planificación de la operación de 1983, así como el padre de Lee Yoon-sung (Lee Min-ho).
El 16 de julio del mismo año se unió al elenco principal de la serie Bravo, My Love!, donde dio vida a Kang Hyung-do, el padre de Kang Jae-mi (Lee Bo-young), hasta el final de la serie en enero de 2012.
En mayo de 2012 se unió al elenco recurrente de la serie Bridal Mask, donde interpretó a Kimura Taro, el jefe de la estación de la policía de Jongro y presidente de la rama de Gyeongseong de Kishokai, así como el padre de Kimura Shunji (Park Ki-woong).
En agosto de 2013 se unió al elenco recurrente de la serie Good Doctor, donde dio vida a Choi Woo-seok, el director del hospital "Sungwon University Hospital".
En marzo de 2014 se unió al elenco de la serie 12 Years Reunion (también conocida como "Wild Chives and Soy Bean Soup: 12 Years Reunion"), donde interpretó a Yoo Jeong-han, el padre de Yoo Joon-soo (Namkoong Min).
En mayo del mismo año se unió al elenco recurrente de la serie Doctor Stranger, donde dio vida al primer ministro Jang Seok-joo.
En febrero de 2015 se unió al elenco recurrente de la serie House of Bluebird (también conocida como "Blue Bird Nest") donde interpretó a Jang Tae-soo, el presidente de "Nuga Global" y padre de Jang Hyun-do (Lee Sang-yeob).
El 5 de agosto del mismo año apareció en la película Por encima de la ley, donde dio vida al superintendente de la unidad regional de investigación.
En octubre del mismo año se unió al elenco principal de la serie Six Flying Dragons, donde interpretó al general Yi Seong-gye, quien más tarde se convertiría en el primer Rey Taejo de Joseon, hasta el final de la serie en marzo de 2016.
En agosto de 2016 se unió al elenco recurrente de la serie Love in the Moonlight, donde dio vida a Kim Heon, al primer ministro, un miembro del clan Kim.
En abril de 2017 se unió al elenco recurrente de la serie Chicago Typewriter, donde interpretó a Beak Do-ha, el padre de Baek Tae-min (Kwak Si-yang).
En abril del mismo año se unió al elenco recurrente de la serie Man to Man, donde dio vida al congresista Baek In-soo, un político poderoso en complicidad con Mo Seung-jae (Yeon Jung-hoon) y su familia.
En septiembre del mismo año se unió al elenco de la serie My Golden Life, donde interpretó al jornalero Seo Tae-soo, el padre de biológico de Seo Ji-an (Shin Hye-sun), Seo Ji-tae (Lee Tae-sung) y Seo Ji-ho (Shin Hyun-soo) y adoptivo de Seo Ji-soo (Seo Eun-soo), un hombre que lucha contra la discriminación debido a su edad avanzada, hasta el final de la serie el 11 de marzo de 2018.
En julio de 2018 se unió al elenco recurrente de la serie Life, donde dio vida al doctor Lee Bo-hoon, un psiquiatra y exdirector del Hospital Universitario Sangkook.
En diciembre del mismo año se unió al elenco recurrente de la serie My Strange Hero, donde interpretó al maestro Park Dong-jun, el director del personal de la escuela "Seolsong High School" y uno de los pocos que creen en la inocencia de Kang Bok-soo (Yoo Seung-ho).
El 8 de mayo de 2019 se unió al elenco principal de la serie Save Me 2 donde dio vida a Choi Jang-ro, un estafador que se hace pasar por un importante miembro de la iglesia, hasta el final de la serie el 27 de junio del mismo año.
El 28 de marzo de 2020 se unió al elenco principal de la serie I've Returned After One Marriage, (también conocida como "Once Again") donde interpretó a Song Young-dal, el padre de Song Joon-sun (Oh Dae-hwan), Song Na-hee (Lee Min-jung), Song Ga-hee (Oh Yoon-ah) y Song Da-he (Lee Cho-hee), hasta el final de la serie el 13 de septiembre del mismo año.
En febrero de 2021 se unió al elenco recurrente de la serie Freak, donde dio vida al oficial Nam Sang-bae, el jefe de la oficina de patrulla de Manyang, a quien no le falta mucho antes de jubilarse.

## Filmografía

### Series de televisión
| Año         | Título                                | Personaje                              | Notas                |
| ----------- | ------------------------------------- | -------------------------------------- | -------------------- |
| 2025        | The Nice Guy                          | Park Sil-gon                           | [ 21 ] [ 22 ]        |
| 2025        | Hasta que el cielo nos reúna          | Director del Centro de Apoyo Celestial | [ 23 ] [ 24 ] [ 25 ] |
| 2023-24     | The Story of Park's Marriage Contract | Kang Sang-mo                           | [ 26 ] [ 27 ]        |
| 2023        | Twinkling Watermelon                  | Propietario de Viva Music              | [ 28 ]               |
| 2023        | Joseon Attorney                       | Yoo Je-se                              | [ 29 ]               |
| 2022        | Mi diario de liberación               | Yeom Je-ho                             | [ 30 ]               |
| 2021        | The Road: Tragedy of One              | Seo Ki-tae                             | [ 31 ]               |
| 2021        | Freak                                 | Nam Sang-bae                           |                      |
| 2020        | I've Returned After One Marriage      | Song Young-dal                         | 100 episodios        |
| 2019        | Save Me 2                             | Choi Jang-ro / Choi Kyung-suk          | 16 episodios         |
| 2018 - 2019 | My Strange Hero                       | Mtro. Park Dong-jun                    |                      |
| 2018        | Life                                  | Psiq. Lee Bo-hoon                      |                      |
| 2017 - 2018 | My Golden Life                        | Seo Tae-soo                            |                      |
| 2017        | Man to Man                            | Baek In-soo                            |                      |
| 2017        | Chicago Typewriter                    | Beak Do-ha                             |                      |
| 2016        | Love in the Moonlight                 | Kim Heon                               |                      |
| 2015 - 2016 | Six Flying Dragons                    | Gral. Yi Seong-gye (Rey Taejo)         | 50 episodios         |
| 2015        | House of Bluebird                     | Jang Tae-soo                           |                      |
| 2014        | Doctor Stranger                       | Jang Seok-joo                          |                      |
| 2014        | 12 Years Reunion                      | Yoo Jeong-han                          |                      |
| 2013        | Two Weeks                             | Han Chi-gook                           |                      |
| 2013        | Good Doctor                           | Choi Woo-seok                          |                      |
| 2013        | Ugly Alert                            | Na Il-pyung                            |                      |
| 2013        | All About My Romance                  | Go Dae-ryong                           | [ 32 ]               |
| 2012        | Seoyoung, My Daughter                 | Lee Sam-jae                            | 50 episodios         |
| 2012        | Bridal Mask                           | Kimura Taro                            |                      |
| 2012        | God of War                            | Lee Gyu-bo                             |                      |
| 2011 - 2012 | Saving Mrs. Go Bong-shil              | David Kim                              |                      |
| 2011 - 2012 | Bravo, My Love!                       | Kang Hyung-do                          | 57 episodios         |
| 2011        | City Hunter                           | Pdte. Choi Eung-chan                   |                      |
| 2011        | Midas                                 | Choi Gook-hwan                         |                      |
| 2011        | Paradise Ranch                        | Lee Eok-soo                            |                      |
| 2010        | Grudge: The Revolt of Gumiho          | Chamán Manshin                         |                      |
| 2010        | Dong Yi                               | Choi Hyo-won                           |                      |
| 2009        | Will It Snow for Christmas?           | Han Joon-soo                           |                      |
| 2009        | Smile, You                            | Kang Sang-hoon                         |                      |
| 2009        | Good Job, Good Job                    | Han Sung-hoon                          |                      |
| 2007        | Prince Hours                          | Gran Príncipe Lee Gyeom                |                      |
| 2006        | The Snow Queen                        | Kim Jang-soo                           |                      |
| 2005        | 3 Leaf Clover                         | Park Keun-ho                           |                      |
| 2004        | Kkangsooni                            | Kang Gook-han                          |                      |
| 2003        | Vicious Love                          | -                                      | 1 episodio           |
| 2001        | Pure Heart                            | Cha Pan-jang                           |                      |
| 2000        | Tough Guy's Love                      | Jo Dong-cheol                          |                      |
| 2000        | Legends of Love                       | Yeong-sook                             |                      |
| 1999        | People's House                        | Hong-chul                              |                      |
| 1998        | Three Kim Generation                  | Kim Sang-hyun                          |                      |
| 1998        | Married 7 Years                       | -                                      |                      |
| 1996        | In The Name of Love                   | Park Cheol-gyu                         |                      |
| 1995        | Aunt Ock                              | Dae-gil                                |                      |
| 1994        | That Window                           | Choi Min-young                         |                      |
| 1994        | Looking For the Secret Picture        | Choi Jae-pil                           | 8 episodios          |
| 1994        | Love in Your Bosom                    | Jeong Do-il                            |                      |
| 1993        | A Woman's Man                         | -                                      |                      |
| 1990 - 2001 | Love on a Jujube Tree                 | -                                      |                      |
| 1989        | Calm Place                            | -                                      |                      |
| 1980        | Country Diaries                       | Kwang-tae                              |                      |

### Películas
| Año  | Título                                          | Personaje                  | Notas                                                                                  |
| ---- | ----------------------------------------------- | -------------------------- | -------------------------------------------------------------------------------------- |
| 2019 | Broker                                          | -                          | junto a Kim Young-kwang, Lim Ju-hwan, Song Jong-ho, Lee Sung-kyung y Lee Ji-hoon       |
| 2017 | The Chase                                       | Na Jung-hyuk               | junto a Baek Yoon-sik, Sung Dong-il, Bae Jong-ok, Kim Hye-in, Lee Kan-hee y Wi Ha-joon |
| 2017 | Lucid Dream                                     | Jo Myung-chul              | junto a Go Soo, Sol Kyung-gu, Park Yoo-chun, Kang Hye-jung, Jeon Seok-ho y Lee Si-a    |
| 2015 | The Chosen: Forbidden Cave                      | Sacerdote Kang             |                                                                                        |
| 2015 | Por encima de la ley                            | Investigador               | junto a Hwang Jung-min, Jin Kyung y Bae Seong-woo                                      |
| 2015 | The Treacherous                                 | Im Sa-hong                 | Junto a Ju Ji-hoon, Kim Kang-woo, Jo Han-chul, Lim Ji-yeon y Lee Yoo-young             |
| 2014 | Mr. Perfect                                     | Seok-goo                   |                                                                                        |
| 2013 | Tummy                                           | Seo Jeong-min              |                                                                                        |
| 2012 | The Neighbor                                    | Pyo Jong-rok               | junto a Kim Yunjin, Kim Sae-ron, Jang Young-nam, Ma Dong-seok y Kim Sung-kyun          |
| 2011 | My Way                                          | Padre de Kim Joon-shik     | junto a Jang Dong-gun, Joe Odagiri, Fan Bingbing, Lee Yeon-hee y Yoon Hee-won          |
| 2010 | Finding Mr. Destiny                             | Coronel Seo                | Junto a Im Soo-jung, Gong Yoo, Jo Han-chul, Ryu Seung-soo y Jeon Soo-kyung             |
| 2010 | The Unjust                                      | Jefe de Policía Kang       |                                                                                        |
| 2010 | Enemy at the Dead End                           | Kim Min-hon                |                                                                                        |
| 2010 | I Saw the Devil                                 | Jefe de Sección Oh         | junto a Lee Byung-hun, Choi Min-sik, Kim Yoon-seo, Yoon Chae-young y Lee Joon-hyuk     |
| 2009 | The Sword with No Name                          | Heungseon Daewongun        |                                                                                        |
| 2008 | The Guard Post                                  | Noh Seong-gyu              |                                                                                        |
| 2007 | Miss Gold Digger                                | Padre de Shin Mi-soo       | (cameo)                                                                                |
| 2007 | Skeletons in the Closet (Shim's Family)         | Shim Chang-soo             |                                                                                        |
| 2006 | A Dirty Carnival                                | Presidente Hwang           |                                                                                        |
| 2006 | Midnight Ballad for Ghost Theater               | Woo Ki-nam                 |                                                                                        |
| 2006 | Daisy                                           | Detective Jang             |                                                                                        |
| 2006 | Vampire Cop Ricky                               | Inspector Kang             |                                                                                        |
| 2005 | All for Love                                    | Jo Jae-kyung               |                                                                                        |
| 2005 | Blood Rain                                      | Agente de la Comisión Kang |                                                                                        |
| 2005 | Crying Fist                                     | Sang-chul                  | junto a Choi Min-sik, Im Won-hee, Ryoo Seung-bum, Byun Hee-bong y Ahn Kil-kang         |
| 2004 | The Doll Master                                 | Curador Choi               | junto a Kim Yoo-mi, Lim Eun-kyung, Shim Hyung-tak y Im Hyung-joon                      |
| 2004 | Temptation of Wolves                            | Padre de Jung Tae-sung     | junto a Gang Dong-won, Jo Han-sun, Lee Chung-ah y Lee Chun-hee - (cameo)               |
| 2004 | The Big Swindle                                 | Jefe Cha                   |                                                                                        |
| 2004 | Once Upon a Time in High School                 | Padre de Hyun-soo          | junto a Kwon Sang-woo, Han Ga-in, Lee Jung-jin, Lee Jong-hyuk y Ahn Nae-sang - (cameo) |
| 2003 | Double Agent                                    | Baek Seung-cheol           |                                                                                        |
| 2002 | 2009: Lost Memories                             | Líder Senjin               | junto a Jang Dong-gun, Toru Nakamura, Seo Jin-ho, Shōhei Imamura y Ahn Kil-kang        |
| 1996 | The Gate of Destiny                             | -                          |                                                                                        |
| 1992 | The Season of Percussion                        | Eun-hoe                    |                                                                                        |
| 1991 | The Wedding Dress of Tears                      | Hak-soo                    |                                                                                        |
| 1990 | Dreaming Plant                                  | -                          |                                                                                        |
| 1990 | Oseam Temple                                    | Monje Haeng-woon           |                                                                                        |
| 1989 | The Report of the Daughter-in-law's Rice Flower | Chang-soo                  |                                                                                        |
| 1988 | Sunshine at Present                             | Man-ki                     |                                                                                        |
| 1988 | Lee Jang-ho's Alien Baseball Team 2             | Ma Dong-tak                |                                                                                        |
| 1987 | Hello Im Kkeokjeong                             | -                          |                                                                                        |
| 1987 | Dolai 3                                         | -                          |                                                                                        |
| 1987 | Iron Wind                                       | Sung-kyu                   |                                                                                        |
| 1986 | Chung, Blue Sketch                              | Ji-hoon                    |                                                                                        |
| 1986 | Street of Desire                                | -                          |                                                                                        |

### Teatro / musicales
| Año         | Obra                   | Personaje               | Notas                                                     |
| ----------- | ---------------------- | ----------------------- | --------------------------------------------------------- |
| 2012        | La Cage aux Folles     | Monsieur Edouard Dindon | junto a Jung Sung-hwa, Lee Dong-ha, Lee Min-ho y Changmin |
| 1997 - 1998 | Jesus Christ Superstar | Poncio Pilato           |                                                           |
| 1993        | Evita                  | Juan Domingo Perón      |                                                           |
| 1984 - 1985 | Jesus Christ Superstar | Simón el Zelote         |                                                           |

## Premios y nominaciones
| Año  | Categoría                                            | Premios                             | Trabajo                          | Resultado |
| ---- | ---------------------------------------------------- | ----------------------------------- | -------------------------------- | --------- |
| 2021 | Best Actor                                           | 48th Korean Broadcasting Award      | I've Returned After One Marriage | Ganó      |
| 2021 | Male National Actor                                  | Brand Customer Loyalty Award        | -                                | Ganó      |
| 2020 | Daesang (Grand Prize)                                | 34th KBS Drama Awards               | I've Returned After One Marriage | Ganó      |
| 2020 | Excellence Award – Long Drama (Best Actor)           | 34th KBS Drama Awards               | I've Returned After One Marriage | Nominado  |
| 2020 | Best Couple Award (junto a Lee Jung-eun)             | 34th KBS Drama Awards               | I've Returned After One Marriage | Ganaron   |
| 2020 | Presidential Commendation                            | Korean Popular Culture & Arts Award | -                                | Ganó      |
| 2018 | Grand Prize                                          | 11th Korea Drama Award              | My Golden Life                   | Nominado  |
| 2018 | Best Actor                                           | 54th Baeksang Arts Award            | My Golden Life                   | Nominado  |
| 2018 | Best Performer Award                                 | Korean Producer Award               | My Golden Life                   | Ganó      |
| 2017 | Excellence Award, Actor in a Serial Drama            | 31st KBS Drama Award                | My Golden Life                   | Nominado  |
| 2017 | Grand Prize (Daesang)                                | 31st KBS Drama Award                | My Golden Life                   | Ganó      |
| 2017 | Top Excellence Award, Actor                          | 31st KBS Drama Award                | My Golden Life                   | Nominado  |
| 2015 | Top Excellence Award, Actor in a Serial Drama        | SBS Drama Award                     | Six Flying Dragons               | Nominado  |
| 2013 | Special Acting Award, Actor in a Weekend/Daily Drama | SBS Drama Award                     | Ugly Alert                       | Nominado  |
| 2013 | Acting Award, Actor                                  | 2nd APAN Star Award                 | Two Weeks                        | Nominado  |
| 2013 | Acting Award, Actor                                  | 2nd APAN Star Award                 | Seoyoung, My Daughter            | Nominado  |
| 2012 | Top Excellence Award, Actor                          | KBS Drama Award                     | Seoyoung, My Daughter            | Nominado  |
| 2012 | Top Excellence Award, Actor                          | KBS Drama Award                     | Bridal Mask                      | Nominado  |
| 2012 | Excellence Award, Actor in a Serial Drama            | KBS Drama Award                     | Bridal Mask                      | Nominado  |
| 2011 | Special Acting Award, Actor in a Drama Special       | SBS Drama Award                     | City Hunter                      | Nominado  |
| 2010 | Best Supporting Actor                                | KBS Drama Award                     | Grudge: The Revolt of Gumiho     | Nominado  |
| 2008 | Best Supporting Actor                                | 2nd Asian Film Award                | Skeletons in the Closet          | Nominado  |
| 2007 | Best Supporting Actor                                | 44th Grand Bell Award               | A Dirty Carnival                 | Nominado  |
| 2004 | Best Supporting Actor                                | 41st Grand Bell Award               | The Big Swindle                  | Nominado  |
| 1994 | Excellence Award, Actor                              | KBS Drama Award                     | -                                | Ganó      |
| 1992 | Best New Actor (TV)                                  | 28th Baeksang Arts Award            | Love on a Jujube Tree            | Ganó      |